# Oligokyphus
Oligokyphus è un genere estinto di terapsidi, vissuto nel Giurassico inferiore, i cui resti sono stati rinvenuti in Inghilterra.
Questo animale è uno degli ultimi terapsidi, ovvero quel gruppo di vertebrati considerati gli antenati dei mammiferi. Lungo meno di mezzo metro, l'oligochifo era dotato di un corpo allungato e zampe corte, una lunga coda e un cranio altamente specializzato. In effetti, questo animale era il più evoluto rappresentante dei tritilodontidi (Tritylodontidae), un gruppo di piccoli terapsidi divenuti erbivori. Il cranio dell'oligochifo era basso, dotato di una dentatura che richiama quella dei mammiferi erbivori: in avanti erano presenti denti simili a incisivi, separati da un ampio diastema dai molari piatti, adatti a masticare foglie. L'oligochifo e i suoi stretti parenti sono comunque troppo specializzati per aver dato origine ai mammiferi primitivi come Morganucodon, apparsi qualche milione di anni prima, nel Triassico superiore.